# Bonifácio de Mogúncia
Bonifácio (em latim: Bonifacius, "aquele que faz o bem"; ca. 672 – 5 de Junho de 754 ou 755), de seu nome verdadeiro Vinfrido (Wynfrith ou Winfrid; com o mesmo significado em anglo-saxão), e cognominado Apóstolo dos Germanos.

## Biografia
Nasceu em Crediton, no condado de Devon,  no sudoeste da Inglaterra, filho de uma família abastada; foi contra a vontade do pai que se devotou, muito jovem ainda, à vida monástica. Estudou teologia nos mosteiros beneditinos de Adescancastre, perto de Exeter, e de Nursling, entre Winchester e Southampton, tendo por mestre neste último o abade Winbert, e acabando por ele mesmo por se tornar professor no mosteiro e ordenado padre aos trinta anos. Aí foi o responsável pela escritura da primeira gramática de latim produzida na Inglaterra.
Em 716 deslocou-se, como missionário, à Frísia, para ajudar são Vilibrordo na conversão dos Frísios, habitantes locais que falavam um idioma semelhante ao anglo-saxão com que ele pregava, mas os seus esforços redundaram em nada a partir do momento em que se declarou a guerra entre Carlos Martel, prefeito do palácio do reino dos Francos, e Redebaldo I dos Frísios, rei dos Frísios. Retornou, por isso, ao seu mosteiro de Nursling.
Seu segundo deslocamento ao continente europeu iniciou-se em 718; deslocou-se a Roma, onde conheceu o Papa Gregório II; para demonstrar a sua submissão à Diocese de Roma, impôs (ou impôs-lhe o Papa) o novo nome de Bonifácio, tradução literal de Vinfrido, e foi enviado à Germânia, com a missão de a evangelizar e de reorganizar a Igreja nessa região ainda bárbara.
Ao longo dos cinco anos seguintes, Bonifácio viajou por territórios que modernamente fazem parte dos Estados alemães de Hessen, Turíngia, e ainda pela região neerlandesa da Frísia; a 30 de Novembro de 722, foi feito bispo de todos os territórios da Germânia que ele trouxera recentemente para as mãos da Igreja.

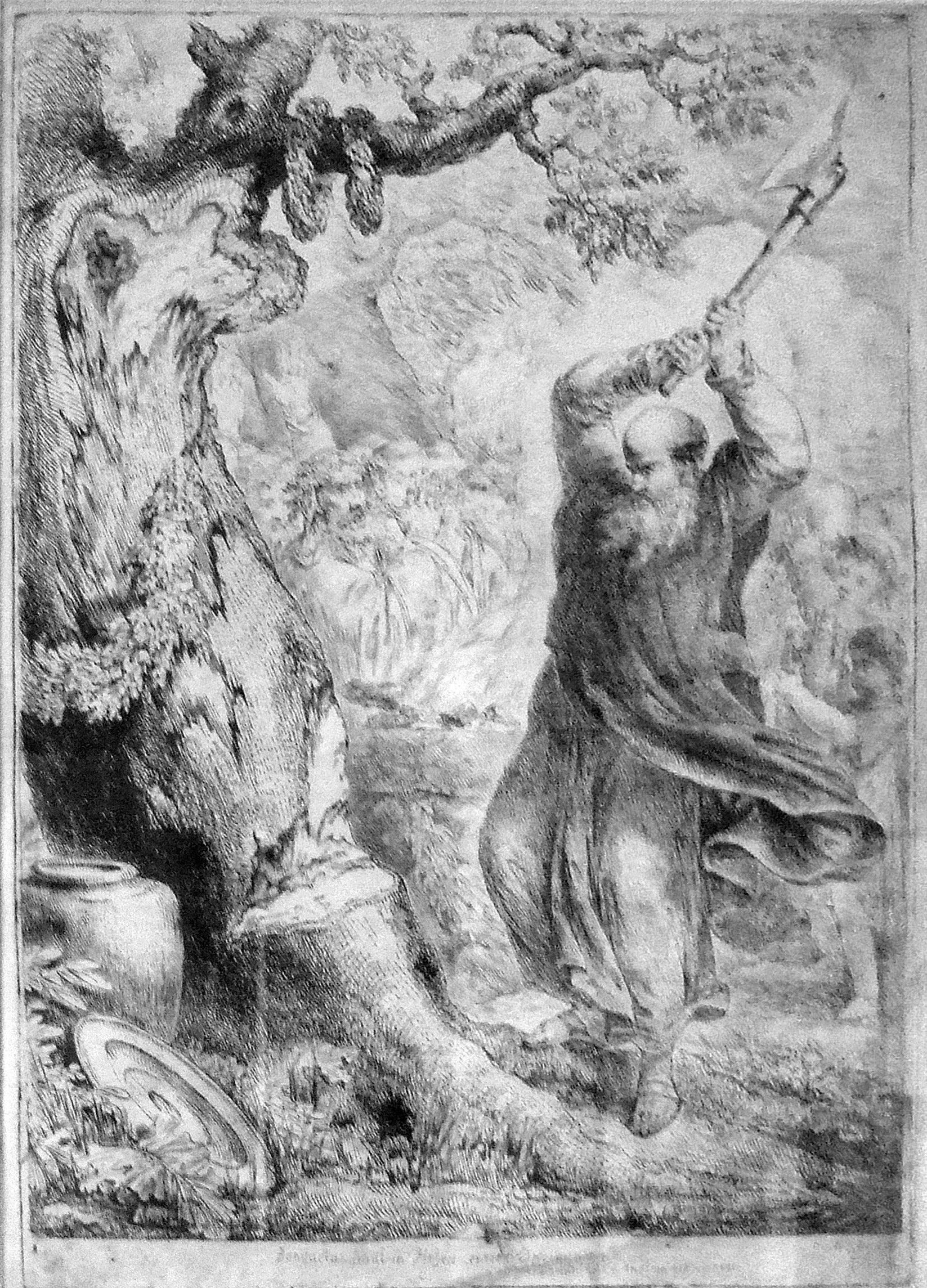
Gravura do século XVIII mostrando São Bonifácio derrubando o carvalho dedicado a Thor

Um acontecimento-chave da sua vida ocorreu em 723, quando derrubou o carvalho sagrado dedicado ao deus Thor, perto da moderna cidade de Fritzlar, no norte do Hesse, e construiu uma pequena capela a partir da sua madeira, no local onde hoje se ergue a catedral de Fritzlar, e onde se viria a estabelecer a primeira sede de bispado na Alemanha ao norte do antigo limes romano, junto do povoado fortificado franco de Buraburgo, numa montanha próxima da cidade, junto do rio Éder. Este acontecimento é considerado como o início formal da cristianização da Germânia.
Em 732 deslocou-se de novo a Roma, para comunicar ao Papa os eventos ocorridos desde o último encontro, e Gregório III conferiu-lhe o pálio, como sinal da investidura num arcebispado com autoridade sobre toda a Germânia. Bonifácio partiu de novo para a Alemanha e baptizou centenas de saxões.
Durante a sua visita a Roma em 737–738 foi formalmente feito legado papal para a Germânia. Em 745, elevou Mogúncia à condição de sé metropolitana, onde se estabeleceu como seu primeiro arcebispo. Posteriormente, partiu em direcção à Baviera, onde estabeleceu os bispados de Salzburgo, Ratisbona, Freisinga e Passau.
Em 742, um dos seus discípulos, Estúrmio, fundou a Abadia de Fulda, não muito longe de Fritzlar. Embora Estúrmio seja o fundador oficial, Bonifácio esteve muito envolvido na constituição da nova abadia. O principal mentor da fundação da abadia foi Carlomano, filho de Carlos Martel; aliás, o apoio dos mordomos do palácio e, mais tarde, dos pipinidas da França, foi fundamental para Bonifácio levar a bom porto a sua tarefa. Foi convidado a reorganizar também a Igreja no reino dos Francos, e eventualmente ficaria demasiado dominado pelos pipinidas, não fosse contrabalançar o seu poder com o apoio do Papa ou com o dos duques da Baviera, da família dos Agilofingos.
Nos territórios francos, do Hesse e da Turíngia, Bonifácio fundou entretanto as dioceses de Buraburgo, Würzburgo e Erforte; ao ser ele a designar os bispos de cada uma das dioceses, pôde consolidar a sua independência face aos poderes senhoriais dos carolíngios. Apesar disso, continuou a organizar sínodos provinciais anuais no reino dos francos, tendo em vista a reorganização eclesiástica do mesmo, mantendo embora uma turbulenta relação com o novo rei dos francos, Pepino o Breve, que viria a coroar em Soissons, em 751.
Bonifácio jamais perdeu a esperança de converter os frísios, e em 754 retomou à Frísia com um pequeno grupo de seguidores. Baptizou um grande número de pagãos, e marcou um encontro para a confirmação dos novos baptizados num local perto de Dokkum, entre Franeker e Groninga. Contudo, em vez dos seus convertidos, um bando de pagãos armados apareceu e assassinou o arcebispo Bonifácio. Os seus restos mortais viriam a ser enterrados na abadia de Fulda (atual Catedral de Fulda).
São Bonifácio foi declarado santo e mártir pelas Igrejas Católica Romana e Ortodoxa Oriental, sendo celebrado a 5 de Junho, data da sua morte.
O Papa Pio XII na Encíclica Ecclesiae fastos, de 5 de junho de 1954 dirigida às igrejas da Inglaterra, Alemanha, Áustria, França, Bélgica e Holanda, comemorou o XII centenário da morte deste bispo e mártir.